# Relaciones Andorra-Italia
Las relaciones Andorra-Italia son las relaciones diplomáticas entre el Principado de Andorra y la República de Italia.

## Historia
Los dos países establecieron relaciones diplomáticas el 1 de febrero de 1995. Además, los dos países son Estados miembros de la ONU y el Consejo de Europa, así como de la eurozona.

## Misiones diplomáticas
- Italia está representada en Andorra a través de su embajada en Madrid, España, y además cuenta con un consulado en Andorra la Vieja.
- Andorra está representada en Italia a través de su Ministerio de Asuntos Exteriores.[1]